# جامع الرومي
جامع الرومي هو أحد مساجد حلب القديمة ويعود بناءه إلى العهد المملوكي، ويعرف تاريخياً باسم جامع منكلي بغا ، حيث أن منكلي بغا هو نائب السلطنة المملوكية في حلب.
يقع المسجد بين حي السفاحية غرباً وباب قنسرين شمالاً، وتعتبر مئذنته من أجمل مآذن حلب حيث أنه لا يوجد أي مئذنة في حلب مماثلة لمئذنة جامع الرومي. إلا أن المئذنة تضررت بشكل واضح نتيجة المعارك الدائرة في حلب القديمة ضمن أحداث الحرب الأهلية في سوريا

## صور

الدمار في جامع الرومي في حلب القديمة